# Candye Kane
Candye Kane, pseudonimo di Candice Caleb (Ventura, 13 novembre 1961 – Los Angeles, 6 maggio 2016), è stata una cantautrice statunitense.

## Biografia
Dopo una carriera da attrice di film per adulti, Candye Kane ha avviato la sua attività da cantante negli anni 80, inizialmente in gruppi country punk e venendo quindi presentata come interprete country. Dopo aver scoperto il suo passato controverso come attrice pornografica, è stata licenziata dalla CBS. In seguito si è affermata con successo nel genere blues, ottenendo otto candidature ai Blues Music Awards e piazzando il disco Superhero alla 9ª posizione della Blues Albums, classifica statunitense redatta da Billboard dedicata ai dischi più venduti settimanalmente appartenenti a questo genere. Si è esibita in occasione di numerosi festival e manifestazioni importanti a livello mondiale, come l'Ascona Jazz Festival, il Paléo Festival, il Monterey Jazz Festival e il Dubai International Jazz Festival.

## Discografia

### Album in studio
- 1992 – Burlesque Swing
- 1994 – Home Cookin'
- 1995 – Knockout
- 1997 – Diva La Grande
- 1998 – Swango
- 2000 – The Toughest Girl Alive
- 2003 – Whole Lotta Love
- 2005 – White Trash Girl
- 2007 – Guitar'd And Feathered
- 2008 – Blues Caravan: Guitars & Feathers
- 2009 – Superhero
- 2011 – Sister Vagabond (con Sue Palmer)
- 2013 – Coming Out Swingin' (con Laura Chavez)